# Pedinophyceae
Pedinophyceae, razred zelenih algi. Podijeljen je na 3 reda s 24 vrste. Ime reda dolazi po rodu Pedinomonas.

## Redovi
1. Marsupiomonadales Marin
2. Pedinomonadales Moestrup
3. Scourfieldiales Moestrup